# Vipekärr
Vipekärr är en bebyggelseenhet som ingår i tätorten Vallda i Vallda socken i västra delen av Kungsbacka kommun i Hallands län. Området är beläget strax öster om Råhagen och en bit sydväst om Vallda kyrkby. År 1990 klassade SCB Vipekärr som en småort, men till avgränsningen 1995 hade den växt samman med tätorten Vallda.